# Hagyományos zulu vallás
A hagyományos zulu vallás a dél-afrikai zuluk hiedelmeiből és vallási szokásaiból áll. Számos istenséget ismer, amelyeket általában állatokkal vagy általános természeti jelenségekkel hoznak összefüggésbe. A pantheon élén Unkulunkulu, a legfőbb teremtő áll.

## Hiedelmek

### A Teremtő és az ősök
Más bantu vallásokhoz hasonlóan a hagyományos zulu vallás hívei is hisznek az ősök (Amadlozi) tiszteletében és sokféle istenben. Ezek a hiedelmek szóban, történeteken keresztül öröklődnek tovább nemzedékeken át. Bár e történetek részletei eltérőek lehetnek, általában ugyanazok a témák, például az, hogy az emberek és a szellemek világa összefügg egymással, és jóslási gyakorlatokkal kapcsolatot lehet létrehozni e birodalmak között. Az égisten Umvelinkangi és Unkulunkulu, a főisten és az emberiség teremtőjének szerepe és kapcsolata gyakran változik a történetekben.
UmkhuluvoMkhulu ("a legnagyobb") Uhlangában, egy hatalmas nádas mocsárban született, mielőtt a Földre jött volna. Az emberek az ő ítéletére vagy „a Végső Valóság felfogására” alapozzák erkölcsüket vagy viselkedésüket.
Unkulunkulu néha összefonódik Umvelinkangival, az égistennel (nevének jelentése: „aki a kezdet kezdetén volt”) a mennydörgés és a földrengés istenével, akinek másik neve Unsondo. Egyes történetekben Umvelinkangi apja Unkulunkulu, és Nomkhubulvane az anyja.
A nomkhubulvane szó azt jelenti: "az, aki bármilyen állattá képes átváltozni. Umkhuluwomkhulu, a legfelsőbb lény másik neve uSomandla, minden létezés végső forrása. Az európai telepesek az Unkulunkulu szót azért használták, hogy megpróbálják megmagyarázni a bibliai Istenbe vetett hitüket Zuluföld népének.
Irvin Hexham (1981) szerint "nincs bizonyíték arra, hogy a zulu vallásban az európaiak megjelenése előtt hittek volna egy mennyei égi istenben."  Más tudósok, mint például Eileen Jensen Krige, Isaac Schapera, Axel-Ivar Berglund (1976), Hammond-Took és John Mbiti azonban nem értenek egyet Hexham elemzésével. Azt állítják, hogy a hagyományos zulu hitrendszerben mindig is létezett az "ég ura" vagy zulu égisten, egy olyan istenség, aki szerintük nagyobb, mint az "archetipikus ős és teremtő, Unkulunkulu".

### Más istenek
- Nomhoyi vagy Mamlambo, a folyók istennője
- Nomkhubulwane, akit néha Zulu Démétérnek is neveznek, a szivárvány, a mezőgazdaság, az eső és a sör (Dél-Afrikai neve Umqombothi, és a történetek szerint ő találta fel) istennője.
- Inkosazana, egy másik termékenységi istennő.
- uNgungi, a kovácsok istene.
- iNyanga, a Hold istennője az IziNyanga nevű gyógyítókkal hozható összefüggésbe, a nyanga szó zulu nyelven a holdat jelenti.
- Sonzvaphi, a gyógyítás istene.
- Ukhulukhulvana (vagy UkhuluKhukvan) egy, a csillagok közül érkezett ősi lény, aki a megérkezése után a zuluk őseit az állatokhoz hasonlóan, törvények nélkül élve találta. Megtanította őket kunyhókat építeni, és az isiNtu magas szintű törvényeire. Az unkulunkulu szó feltehetően az umkhuluvomkhulu kifejezés eltorzított alakja.

## Fordítás
Ez a szócikk részben vagy egészben  a   Zulu traditional religion című angol Wikipédia-szócikk ezen változatának fordításán alapul.  Az eredeti cikk szerkesztőit annak laptörténete sorolja fel. Ez a jelzés csupán a megfogalmazás eredetét és a szerzői jogokat jelzi, nem szolgál a cikkben szereplő információk forrásmegjelöléseként.